# Schalander
Der Schalander ist der Raum in einer Brauerei, in dem sich die Arbeiter umziehen und während der Pausen aufhalten. Zuweilen wird heute auch der Schankraum oder Bierverkostungsraum einer Brauerei so genannt.

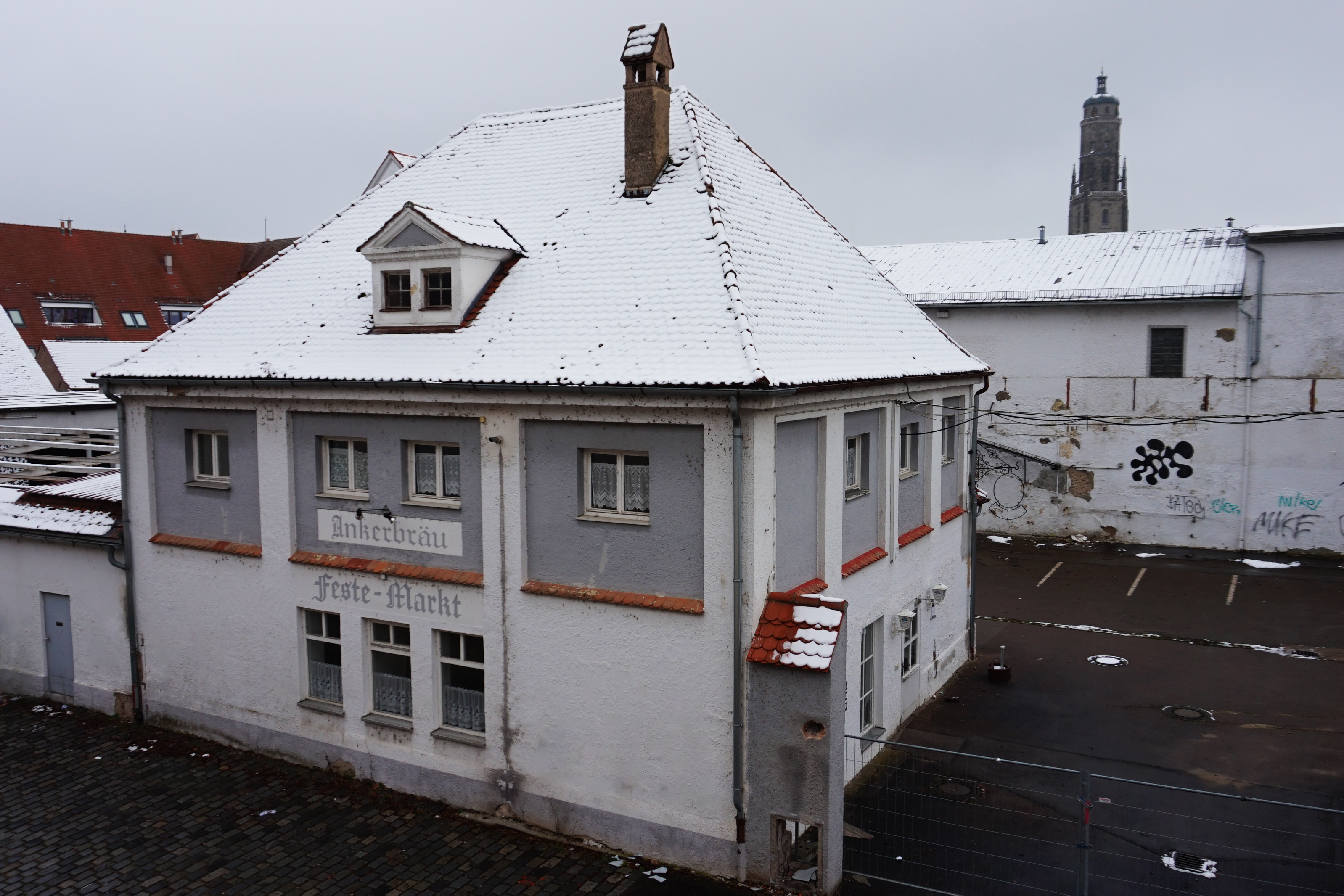
Schalander-Gebäude der ehemaligen Ankerbrauerei in Nördlingen

Das Wort stammt vermutlich ursprünglich von lateinisch cala (geschützter Ort) ab und bezeichnete früher die Unterkunft der zunftmäßig organisierten Brauer und Mälzer. Die endgültige Herkunft ist jedoch nicht geklärt.
Anderen Quellen zufolge liegt der Ursprung im mittelalterlichen Kaland, einer Bruderschaft, die sich jeweils am ersten Tag eines Monats traf. Ab dem 17. Jahrhundert findet sich das Wort auch als kalandern für „schmausen und zechen“ wieder.